# Mons-en-Pévèle
Mons-en-Pévèle è un comune francese di 2 184 abitanti situato nel dipartimento del Nord nella regione dell'Alta Francia. Prende il nome dall'antica regione del Pévèle. Vi si trova uno dei settori più difficili della Parigi-Roubaix.

## Società

### Evoluzione demografica
Abitanti censiti